# デューイ (ミサイル駆逐艦・2代)
|          |                                                                                               |
| 艦歴     |                                                                                               |
| 発注     | 2002年9月13日                                                                                 |
| 起工     | 2006年10月4日                                                                                 |
| 進水     | 2008年1月26日                                                                                 |
| 就役     | 2010年3月6日                                                                                  |
| 退役     |                                                                                               |
| その後   |                                                                                               |
| 要目     |                                                                                               |
| 排水量   | 9,648 トン                                                                                    |
| 全長     | 155.3 m (509 ft 6in)                                                                          |
| 全幅     | 20.1 m (66 ft)                                                                                |
| 吃水     | 9.4 m (31 ft)                                                                                 |
| 機関     | COGAG方式                                                                                     |
| 機関     | LM 2500-30ガスタービンエンジン (27,000shp) ×4基                                               |
| 機関     | 可変ピッチプロペラ（5翔）×2軸                                                                 |
| 最大速   | 31ノット                                                                                      |
| 航続距離 | 4,400 海里（20ノット時）                                                                      |
| 乗員     | 士官、兵員 380名                                                                              |
| 兵装     | Mk.45 mod.4 5インチ単装砲 ×1基                                                                |
| 兵装     | Mk.38 25mm単装機関砲 ×2基                                                                     |
| 兵装     | Mk.15 20mmCIWS×1基                                                                            |
| 兵装     | M2 12.7mm機銃 ×4挺                                                                            |
| 兵装     | Mk.41 mod.15 VLS ×96セル - SM-2MR SAM - ESSM 短SAM - VLA SUM - トマホーク SLCM などを発射可能 |
| 兵装     | Mk.32 3連装短魚雷発射管×2基                                                                   |
| 艦載機   | MH-60R×2機搭載可能                                                                            |
| C4ISTAR  | AWS B/L 7 (Mk.99 GMFCS×3基)                                                                   |
| C4ISTAR  | AN/SQQ-89A(V)15                                                                               |
| センサ   | AN/SPY-1D(V) 多機能レーダー×4面                                                               |
| センサ   | AN/SPS-67 対水上レーダー×1基                                                                  |
| センサ   | AN/SQS-53C(V)1艦首装備ソナー                                                                  |
| 電子戦   | AN/SLQ-32(V)3 ESM/ECM装置                                                                     |
| 電子戦   | Mk 36 SRBOC デコイ発射機                                                                      |
| モットー | Dynamis Ex Cardias (The Will to Fight from the Heart)                                         |

デューイ (英語: USS Dewey, DDG-105) は、アメリカ海軍のミサイル駆逐艦。アーレイ・バーク級ミサイル駆逐艦の55番艦。艦名はジョージ・デューイ提督にちなむ。その名を持つ艦としては3隻目である。

## 艦歴
デューイは2006年10月2日にミシシッピ州パスカグーラのインガルス造船所で起工し、2008年1月26日にデボラ・マレン（マイケル・マレン海軍大将の妻）によって命名、進水した。
2013年4月8日、海軍はデューイのヘリコプター甲板に搭載された開発中のレーザー兵器システム (Laser Weapon System, LaWS) の公試、UAV の撃墜の様子を公開した。
2018年2月アメリカ太平洋艦隊指揮下に新設のワスプ (強襲揚陸艦)を中心に形成される「強化型遠征打撃群」にスタレット（DDG-104）と共に配備予定と同時に事故による艦艇修理で稼働艦艇が減少している横須賀第7艦隊所属第15駆逐隊の穴埋めを兼ねる可能性も報じられている。
2021年9月7日、第7艦隊所属艦として正式に任命され、アメリカ海軍横須賀基地に配備された。